# 장휘국
장휘국(張輝國. 1950년 8월 2일 ~ )은 대한민국의 정치인, 교사 출신 노동운동가이다.
장국이라는 닉네임으로도 유명한 그는 2010년 6월 2일에 열린 제 5회 전국동시지방선거에서 진보성향의 광주광역시의 첫 주민 직선 교육감으로 당선 되었으며 함께 당선된 강원도의 민병희 교육감과 함께 대한민국 최초의 평교사, 전국교직원노동조합 출신 교육감이다. 또한 광주서중 재학시절 같은 진보성향인 경기도의 김상곤 교육감과 같은 반 단짝친구였다.

## 생애

### 어린 시절
1950년 8월 2일 충청북도 단양에서 5남 2녀중 넷째아들로 출생하였다. 초등학교 2학년까지는 조그마한 산골학교를 다니다가 이후 초등학교 3학년 때부터 경찰 공무원이었던 아버지의 발령근무지에 따라 전라남도 영광, 목포, 신안군, 압해도 등을 떠돌며 2년을 보낸 후 5학년이 되던 해 광주에 정착해 수창초등학교에 다니게 되었다. 이후 아버지의 사업이 실패하면서 집안사정은 더욱 어려워졌고, 어머니는 매일 새벽 4시에 일어나 어물 경매장에 나가 행상을 다녀 지인에게 "가난을 빼놓고 내 청소년 시절을 이야기 할 수 없다"라고 말하곤 했다. 광주서중 재학시에는 여러차례 등록금 미납하고 교실밖으로 쫓겨난적도 있어 그 당시 가난이 창피했다고 한다. 겨우 친척들의 도움으로 졸업하였고 등록금 문제로 광주서중 졸업생 대부분이 진학하는 광주일고나 서울소재 고등학교로 가지 않고 광주고로 진학하여 졸업할 때까지 광주고의 매점에서 학용품과 간식을 파는 근로 장학생으로 일하면서 학비를 면제받았다고 한다. 고등학교를 졸업 이후에는 약대나 치대에 진학할 수 있을정도로 성적이 우수했으나 역시 학비문제로 인해 빠르게 취업 할 수 있는 광주교대로 진학했다.

## 학력
- 1962년 2월 10일 광주수창국민학교 졸업
- 1965년 2월 9일 광주서중학교 졸업
- 1968년 1월 10일 광주고등학교 졸업
- 1970년 2월 13일 2년제 광주교대 전문학사
- 1976년 11월 8일 고등학교 준교사 자격 검정고시 합격
- 1987년 2월 28일 5년제 한국방송통신대학교 행정학과 학사
- 1989년 2월 26일 조선대학교 대학원 사학과 석사

## 경력
- 1970년 3월 1일 - 1978년 4월 10일 초등학교 교사 근무 (영광 백수서초등학교, 완도 모도초등학교, 청산중앙초등학교)
- 1978년 4월 11일 - 1989년 7월 4일 중등학교 교사 근무 (완도 노화중학교, 담양 여자고등학교, 광주과학고등학교)
- 1989년 7월 4일 - 1994년 2월 28일 전국교직원노동조합 결성 주도로 해직 (이후 2003년에 민주화운동관련자로 인정됨)
- 1992년 3월 1일 - 1994년 8월 31일 조선대학교 인문대학 강사 (한국 근현대사)
- 1994년 3월 1일 - 2002년 8월 31일 교사 복직, 중등학교 교사 근무 (충장중학교, 광주공업고등학교, 광주고등학교)

- 1987년 - 1989년 광주교사협의회 재정부장, 사무국장
- 1989년 전국교직원노동조합 광주지부 사무국장
- 1990년 - 1993년 전국교직원노동조합 광주지부 공립중등지회 사무장
- 1991년 - 1996년 전국교직원노동조합 광주지부 공립중등지회 지회장
- 1992년 전국교직원노동조합 광주지부 3대 지부장
- 1999년 - 2000년 전국교직원노동조합 광주지부 8대 지부장
- 2002년 - (현재) 전국교직원노동조합 광주지부 교육자치위원장
- 2002년 - 2010년 광주광역시교육위원회 교육위원, 부의장
- 학교운영위원 (충장중학교, 광주공업고등학교, 광주고등학교, 경양초등학교, 문산중학교, 광주정보고등학교)
- 1999년 - 2000년 반부패국민운동 광주본부 공동대표
- 1999년 - 2000년 광주전남 언론개혁시민연대 공동대표
- 1999년 - 2000년 새교육공동체 광주시민연대 공동대표
- 2000년 - 2001년 민주노총광주전남지역본부 부본부장
- 1997년 - (현재) 광주환경교원협의회 대표
- 2006년 - 2010년 2월 (사)무등산보호단체협의회 공동의장
- 2001년 - (현재) 무등산사랑청소년환경학교 교장
- 2005년 - (현재) (사)광주장애우권익문제연구소 이사
- 2005년 - 2008년 (재)지역문화교류호남재단 이사
- 2009년 - (현재) (재)지역문화교류호남재단 후원회 상임위원
- 2005년 - (현재) (사)광주교육문제연구소 이사
- 2008년 - (현재) (사)우리겨레하나되기광주전남운동본부 공동대표
- 2008년 - (현재) (사)북구자활후견센터 ‘일하는 사람들’ 이사
- 2005년 - (현재) 광주학생인권조례제정추진위원회 위원대표
- 2008년 - (현재) 지역아동센터(공부방) '큰솔학교' 운영위원장
- 2014년 7월 1일 ~ 2016년 6월 30일: 제5대 전국시도교육감협의회 회장

## 병역
1969년 6월 - 1970년 2월 육군 예비역하사 (RNTC 전역)

## 훈·표창
- 국무총리 표창장(교육유공자 수상)
- 환경부장관 표창장(환경의날 기념 환경운동유공자 수상)
- 광주광역시장 표창장 外

## 저서
- 경쟁의 사막에서 상생의 숲을 발견하다 /심미안(2010)

## 역대 선거 결과
|  | 39.79% |

|  | 47.60% |

|  | 37.97% |